# Reichsausschuss der Hochschulgruppen der Deutschen Volkspartei
Der Reichsausschuss der Hochschulgruppen der Deutschen Volkspartei war ein nationalliberaler Studentenverband der Weimarer Republik und offizieller Hochschulableger der DVP. 
Er wurde 1922 gegründet und umfasste 1925 ca. 20 Hochschulgruppen. 1929 war er an allen Hochschulen im Deutschen Reich vertreten. Er trat für die parteipolitische Neutralität des Dachverbands Deutsche Studentenschaft (DSt) und zugleich für den Verbindungsgedanken ein. Er sah sich vorrangig als Erziehungsgemeinschaft im nationalliberalen Geist, aber auch als Vertretung studentischer Belange gegenüber der Mutterpartei. 
Da parteipolitisches Engagement in der damaligen Studentenschaft weithin als „unakademisch“ galt, blieb der Reichsausschuss jedoch wie die anderen parteinahen Studentenverbände zahlenmäßig schwach. Bei den alljährlichen AStA-Wahlen konnte er nur selten Mandate gegen die wesentlich einflussreicheren Studentenverbindungen und rechtsnationalistische Sammlungsbewegungen wie den Deutschen Hochschulring erringen. 
Zwischen 1926 und 1932 gab der Reichsausschuss die Hochschulblätter der Deutschen Volkspartei heraus.

## Quelle
- Friedhelm Golücke: Studentenwörterbuch, Graz 1987, S. 363 f.